# Lungești
Lungești è un comune della Romania di 3 484 abitanti, ubicato nel distretto di Vâlcea, nella regione storica dell'Oltenia. 
Il comune è formato dall'unione di 6 villaggi: Carcadiești, Dumbrava, Fumureni, Gantulei, Lungești, Stănești-Lunca.
Lungești ha dato i natali allo storico e archeologo Ion Barnea (1913-2004).